# Рокленд (Нью-Йорк)
Рокленд (англ. Rockland) — місто (англ. town) в США, в окрузі Салліван штату Нью-Йорк. Населення — 3290 осіб (2020).

## Демографія
Згідно з переписом 2010 року, у місті мешкало 3775 осіб у 1596 домогосподарствах у складі 1037 родин. Було 2755 помешкань
Расовий склад населення:
| - 90,7 % — білих - 2,8 % — чорних або афроамериканців - 1,4 % — азіатів - 0,7 % — корінних американців - 2,1 % — осіб інших рас |

До двох чи більше рас належало 2,4 %. Частка іспаномовних становила 8,5 % від усіх жителів.
За віковим діапазоном населення розподілялося таким чином: 21,8 % — особи молодші 18 років, 59,2 % — особи у віці 18—64 років, 19,0 % — особи у віці 65 років та старші. Медіана віку мешканця становила 44,6 року. На 100 осіб жіночої статі у місті припадало 101,7 чоловіків;  на 100 жінок у віці від 18 років та старших — 97,3 чоловіків також старших 18 років.
Середній дохід на одне домашнє господарство  становив 89 757 доларів США (медіана — 49 226), а середній дохід на одну сім'ю — 117 367 доларів (медіана — 72 406). Медіана доходів становила 46 472 долари для чоловіків та 45 982 долари для жінок. За межею бідності перебувало 20,4 % осіб, у тому числі 36,4 % дітей у віці до 18 років та 4,0 % осіб у віці 65 років та старших.
Цивільне працевлаштоване населення становило 1836 осіб. Основні галузі зайнятості: освіта, охорона здоров'я та соціальна допомога — 33,3 %, роздрібна торгівля — 10,1 %, науковці, спеціалісти, менеджери — 8,3 %, оптова торгівля — 7,8 %.